# İshakçelebi, Saruhanlı
İshakçelebi là một thị trấn thuộc huyện Saruhanlı, tỉnh Manisa, Thổ Nhĩ Kỳ. Dân số thời điểm năm 2011 là 1.595 người.